# Hawe Hydraulik
Hawe Hydraulik SE est une entreprise allemande spécialisée dans la fabrication de composants et de systèmes hydrauliques.
L'entreprise a été créée en 1949 par Karl Heilmeier et Wilhelm Weinlein à Munich sous la raison sociale « Heilmeier und Weinlein, Fabrik für Oelhydraulik GmbH & Co. KG », le nom Hawe correspondant à l’écriture phonétique des premières lettres du nom des deux fondateurs. Hawe Hydraulik est une entreprise dirigée par ses propriétaires depuis sa fondation. Entre-temps, 7 sites implantés en Allemagne assurent l’ensemble de la production. Les produits de Hawe Hydraulik sont vendus partout dans le monde par un réseau de distribution constitué de 14 filiales et plus de 30 partenaires.
La gamme de produits de Hawe Hydraulik SE se compose de :
- pompes et groupes hydrauliques ;
- distributeurs à clapet ;
- distributeurs à tiroir ;
- valves de débit ;
- valves de pression ;
- valves d’obturation ;
- vérins hydrauliques ;
- accessoires ;
- commandes électroniques ;
- systèmes hydrauliques complets.

## Histoire
- 1949 : Fondation de la société à Munich
- 1959 : Introduction sur le marché de distributeurs à clapets sans fuite
- 1968 : Introduction sur le marché de distributeurs proportionnels à détection de la charge (système « Load-Sensing »)
- 1998 : Introduction sur le marché d'une électronique de commande maison
- 1999 : Reprise de InLine Hydraulik GmbH, extension de la gamme de produits avec les pompes à pistons axiaux à cylindrée variable
- 2002 : La marque commerciale Hawe Hydraulik devient la raison sociale de la société.
- 2008 : Changement de statut juridique avec la mutation de la GmbH & Co. KG en société anonyme européenne (SE)